# Murray Walker
Graeme Murray Walker (Hall Green, Birmingham, Inglaterra; 10 de octubre de 1923-Fordingbridge, Hampshire, Inglaterra, 13 de marzo de 2021) fue un comentarista deportivo británico de televisión. Fue comentarista de Fórmula 1 desde sus mediados los 70 hasta su retiro en el año 2001.

## Primeros años
Walker nació en Hall Green, Birmingham, Inglaterra, el 10 de octubre de 1923. Su familia es de ascendencia escocesa. Su padre, Graham Walker, era mensajero militar y trabaja como motociclista para Norton Motorcycle Company que participó en el TT Isla de Man. Su madre, Elsie Spratt, era hija de Harry Spratt, un hombre de negocios de Leighton Buzzard, Bedfordshire. Walker era hijo único. En 1925, Walker y su familia se mudaron a Wolverhampton cuando Graham se convirtió en el Gerente de Competencia de Sunbeam. Más tarde, la familia se mudó a Coventry en 1928, cuando Graham trabajó como Director de Ventas y Competencia de Rudge-Whitworth.
La educación de Walker comenzó con una institutriz en el hogar familiar, seguida de períodos en las escuelas preparatorias alrededor del país. Asistió a la Highgate School, ganando una Distinción en Divinidad. Mientras estaba en Highgate se unió a School Bugles, aprendiendo a tocar la corneta. Walker estaba en un evento de prueba con su padre en Austria cuando se produjo el estallido de la Segunda Guerra Mundial en septiembre de 1939. Al regresar a Gran Bretaña, los gobernadores de Highgate School se preocuparon por el posible alcance de los bombardeos en Londres, por lo que Walker y sus compañeros fueron evacuados a Westward Ho! en Devon, permaneciendo allí hasta 1941. Durante este tiempo, Walker ascendió al rango de Sargento Mayor de Compañía del Cuerpo Escolar.
Más tarde, Walker fue reclutado en las fuerzas armadas y se postuló como voluntario para los tanques, pero tuvo que esperar debido a la falta de recursos suministrados por las fuerzas armadas. Walker trabajó con Dunlop Rubber Company, que ofrecía 12 becas al año y tenía su sede en Fort Dunlop. Como parte del plan de evacuación impuesto por el gobierno británico, Walker fue evacuado a Erdington. El 1 de octubre de 1942 tomó un tren de Waterloo a Wool en Dorset, donde se presentó en la 30.ª Ala de Entrenamiento Primario en Bovington, el cuartel general del Royal Armored Corps.
Walker más tarde se graduó en el Royal Military College, Sandhurst, y fue nombrado miembro de los Royal Scots Grays. El saludo en su desfile de puesta en servicio fue tomado por el general Eisenhower. Luego pasó a comandar un tanque Sherman y a participar en la Batalla del Reichswald con la 4.ª Brigada Blindada. Dejó el Ejército habiendo alcanzado el grado de capitán.
Después de la guerra, Walker siguió brevemente los pasos de su padre al emprender las carreras de motos, compitiendo contra, entre otros, un joven John Surtees. Después de un éxito limitado, pasó a competir en pruebas de motocicletas, donde hizo una gran marca, incluida la obtención de una medalla de oro en la prueba internacional de seis días y un premio de primera clase en la prueba escocesa de seis días.
Después de asistir brevemente al Instituto Técnico de Roehampton para estudiar administración de envíos, Walker trabajó en publicidad para Dunlop y Aspro. Luego fue buscado por McCann Erickson, donde trabajó en la cuenta de la empresa con Esso. Posteriormente, fue contratado como director de cuentas por la agencia de publicidad Masius, con clientes como British Rail, Vauxhall y Mars. No se retiró de esto hasta la edad de 59 años, mucho después de haber ganado fama como comentarista. También compitió brevemente en carreras de motos.

## Carrera
Walker hizo su primera transmisión pública en Shelsley Walsh hillclimb en 1948. Le dieron una audición grabada para la BBC en la carrera "Easter Monday Goodwood" de 1949. Más tarde, Walker comentó sobre automovilismo junto al comentarista de tenis Max Robertson, y su primera transmisión de radio fue en el Gran Premio de Gran Bretaña de 1949 para la BBC. Su emisión televisiva debut se produjo el mismo año cuando comentó sobre una subida de montaña en Kent. Su primer trabajo de transmisión regular fue en la cobertura de radio de la carrera anual de motocicletas TT Isla de Man junto a su padre. Murray y su padre fueron la pareja de comentaristas deportivos de la BBC de 1949 a 1962. Después de la muerte de su padre en 1962, se convirtió en el comentarista principal de motociclismo de la BBC.
Hizo comentarios ocasionales de Fórmula 1 durante la década de 1970 antes de ir a tiempo completo para la temporada de 1978. El jefe de BBC Sport Paul Fox le pidió a Walker que comentara sobre el Campeonato de Halterofilia de la Commonwealth en Bristol, y le pidió al levantador de pesas Oscar Slate que lo educara sobre el deporte. Cubrió motocross (inicialmente para ITV y BBC) durante la década de 1960 y rallycross en la década de 1970 y principios de la de 1980. Ocasionalmente comentaba sobre carreras de scrambling (ahora motocross) y rallies durante la década de 1960 hasta la década de 1980. Walker cubrió el Campeonato Británico de Turismos para la BBC entre 1969 y 1971 y también 1988 y 1997, y el Gran Premio de Macao para Hong Kong TV en nueve ocasiones. Se unió al equipo de comentaristas del Canal 7 de la carrera de turismos australiana Bathurst 1000 en 1997 y 1998. Cuando la BBC comenzó a transmitir formas adicionales de carreras de motor, comentó sobre la Fórmula 3, la Fórmula Ford y las carreras de camiones.
En la cobertura de la Fórmula 1 desde el Gran Premio de Mónaco de 1980 hasta el Gran Premio de Canadá de 1993, Murray trabajó junto al expiloto James Hunt. Cuando estaban juntos en la cabina de comentarios, Walker proporcionaba sus descripciones animadas de la acción, con Hunt aportando su conocimiento expiloto, que incluía información privilegiada del pit lane, generalmente de su antiguo equipo McLaren. 
Después de la muerte de Hunt, el expiloto de F1 y reportero de pit lane de la BBC, Jonathan Palmer, se unió a Walker en el cuadro de comentarios hasta finales de 1996, aunque en 1993 personas como el tres veces campeón mundial Jackie Stewart asumieron el papel de socio de Walker para el Gran Premio de Gran Bretaña de 1993. y el campeón de 1980 Alan Jones comentó junto a Walker en Australia al final de la temporada luego de una solicitud de Nine's Wide World of Sports. Al año siguiente, los derechos televisivos de la cobertura televisiva del Reino Unido se transfirieron a ITV, y Walker siguió. Su cocomentarista desde la temporada de 1997 en adelante hasta su retiro de los comentaristas fue otro piloto de F1, Martin Brundle.

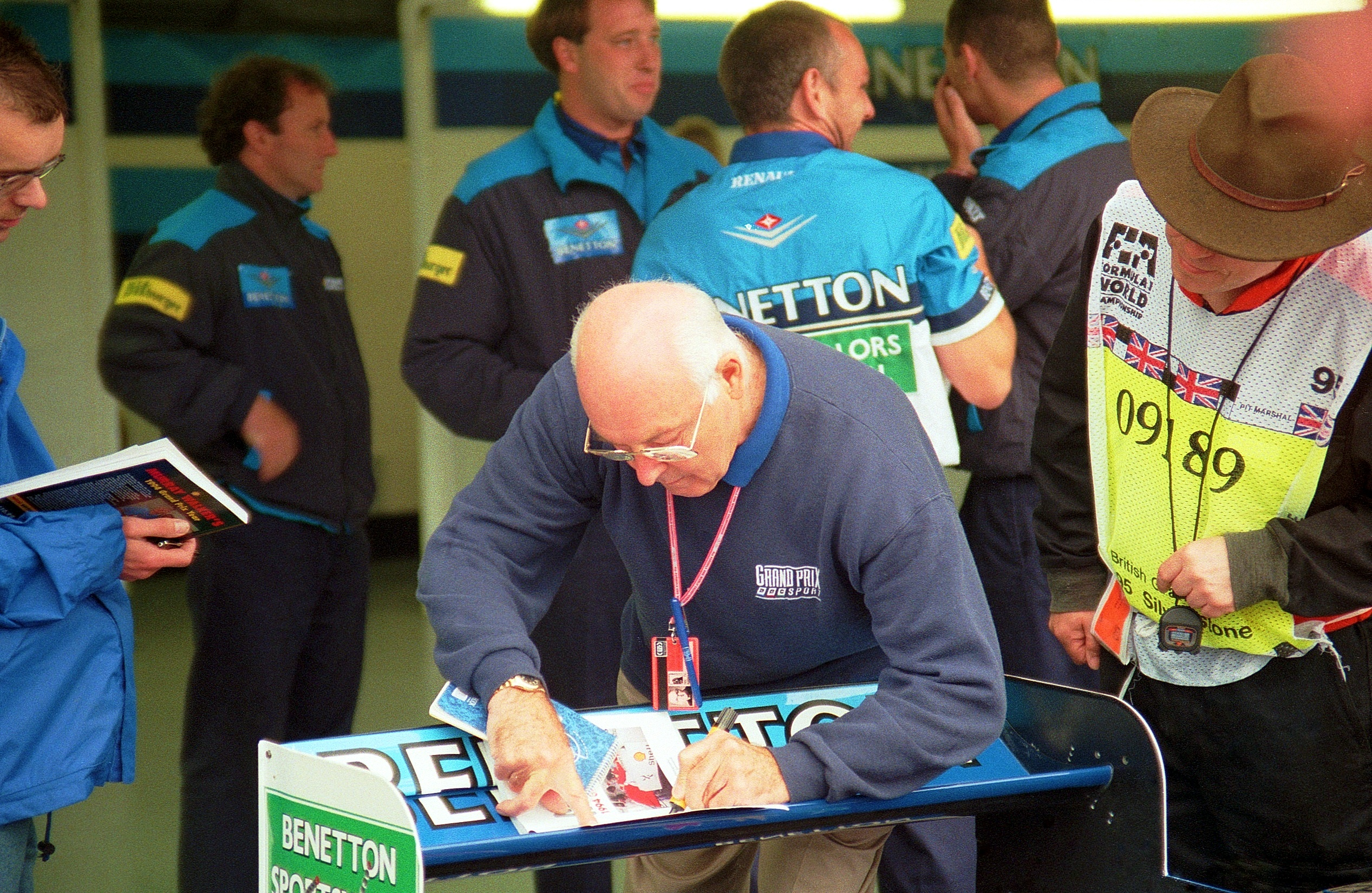
Walker firmando un anuario sobre el alerón de un monoplaza de F1, en 1995.

Jonathan Martin, el director de BBC Sport, contrató los servicios de Walker para la cobertura de la corporación del Campeonato Británico de Turismos después de que el contrato continuo de este último expirara con ellos en mayo de 1997. Walker optó por no renovar su contrato con la BBC en 1998 para concentrarse en la transmisión de ITV en la Fórmula 1 y no quería viajar con frecuencia a Londres para grabar comentarios del BTCC. Hubo algunos Grandes Premios entre 1978 y 1996 en los que Walker no comentó mientras era empleado de la BBC, generalmente como resultado de sus comentarios en otros lugares. Algunos de estos incluyeron el Gran Premio de Bélgica de 1979 y el Gran Premio de Hungría de 1988 (cuando Simon Taylor lo sustituyó), los Grandes Premios de Alemania de 1981 y 1984 (ambos comentados por Barrie Gill), y el Gran Premio de Alemania de 1985 (Tony Jardine).
En 1988, Walker apareció en dos anuncios de televisión junto al actor Eric Idle, quien interpretó el papel de un vendedor que intentaba persuadir a Walker y al piloto de carreras Nigel Mansell para que compraran un Austin Metro. En 1996, como parte de la estrategia de publicidad global de Pizza Hut con celebridades, él y el piloto de Fórmula 1 Damon Hill anunciaron la nueva pizza de masa rellena de la cadena. Walker también escribió una serie de publicaciones anuales para la temporada del Gran Premio, Murray Walker's Grand Prix Year. Presentó una serie de radio de seis partes llamada "Murray Walker's Grand Prix World" en BBC Radio 5 Live de mayo a junio de 1997, detallando la historia y el desarrollo de la Fórmula 1.
Se rompió la cadera en el Festival de la Velocidad de Goodwood de 2000 y fue reemplazado para el Gran Premio de Francia por el reportero de pit lane James Allen. En el Gran Premio de Alemania de 2000, Walker dijo erróneamente que el piloto de Ferrari Rubens Barrichello se había estrellado cuando en realidad era su compañero de equipo Michael Schumacher. Esto provocó críticas del Daily Mail sobre sus frecuentes errores al día siguiente, y llevó a Walker a hablar con sus jefes en ITV Sport sobre su futuro. Le dijo al jefe de deportes de la emisora, Brian Barwick, que se retiraría. Barwick le dijo a Walker que no creía que el retiro fuera ideal y le sugirió que comentara por otra temporada para terminar su carrera. Walker anunció a la prensa su retiro de los comentarios de Fórmula 1 en diciembre de 2000. Él comentaría sobre 12 Grandes Premios antes de continuar trabajando para ITV en un rol reducido a partir de 2002. Bernie Ecclestone, el entonces propietario de los derechos comerciales de la Fórmula 1, le había sugerido a Walker que comentara sobre su cobertura televisiva mundial, que fue rechazada. Su último comentario televisivo de F1 a tiempo completo fue el Gran Premio de Estados Unidos de 2001 y el presidente de la pista Tony George le otorgó un ladrillo original del IMS de "The Brickyard".
Fue nombrado OBE en el "Birthday Honours" de 1996 por sus servicios a la radiodifusión y los deportes de motor. En noviembre de 1997, Walker recibió un doctorado honorario en letras de la Universidad de Bournemouth. Más tarde fue honrado, en julio de 2005, con un doctorado honorario de la Universidad de Middlesex, Londres. Fue el tema de This Is Your Life en 1997 cuando Michael Aspel lo sorprendió durante el lanzamiento de un video promocional en el Sports Cafe en Lower Regent Street de Londres. Walker fue nombrado ganador del premio Gregor Grant de la revista de automovilismo Autosport en 1993. En 2000, ganó el premio Lifetime Achievement Award de la Royal Television Society, y fue nombrado ganador del premio BAFTA Special Award for Contribution to Television en 2002.

## Años posteriores
Fue contratado por ITV en un papel de medio tiempo como analista de la temporada 2002. La autobiografía de Walker, Unless I'm Very Much Mistaken, se publicó a finales de 2002. Tenía ocho editores que querían publicar el libro, y comenzó a componerlo a principios de 2001. Walker negoció el pago de la venta del libro con los editores HarperCollins, y se aventuró a varios lugares en todo el mundo para promocionarlo. Compitió en la carrera de carretera de rally de asfalto Targa Tasmania de Australia como navegante del piloto Colin Bond en un Toyota Camry Sportivo en mayo de 2003, terminando segundo en su clase y 44.º en general. Walker navegó al expiloto de F1 Chris Amon en un Camry Sportivo en el Targa New Zealand que tuvo lugar cinco meses después, donde terminaron octavo en su clase y 114.º absoluto.
En octubre de 2005, se anunció que volvería al micrófono como la voz de la BBC de la nueva serie Grand Prix Masters. Después de proporcionar comentarios de la carrera inaugural en Sudáfrica, en enero de 2006, BBC Radio 5 Live anunció que Walker sería parte de su equipo para la cobertura de las carreras posteriores. También realizó entrevistas y reportajes especiales para la estación de radio durante todo el campeonato de Fórmula 1 de 2006.
Años de exposición a motores ruidosos y problemas de audición relacionados con la edad habían dejado a Walker con pérdida auditiva en ambos oídos. En 2006 se convirtió en embajador en jefe de David Ormerod Hearing Centers.
En marzo de 2006, el Honda Racing F1 Team, anunció que Walker se convertiría en el embajador de su equipo durante la mitad de los 18 Grandes Premios de la temporada 2006, comenzando con el Gran Premio de San Marino en abril. Walker dio la bienvenida a los invitados VIP de Honda Racing y los entretuvo con su comentario de F1. Fue comentarista de Sky Sports por su cobertura de Grand Prix Masters, realizó tareas de comentarista del Gran Premio de Australia para la emisora de televisión australiana Network Ten en 2006 y 2007, y prestó su voz a los Clipsal 500 del V8 Supercars.

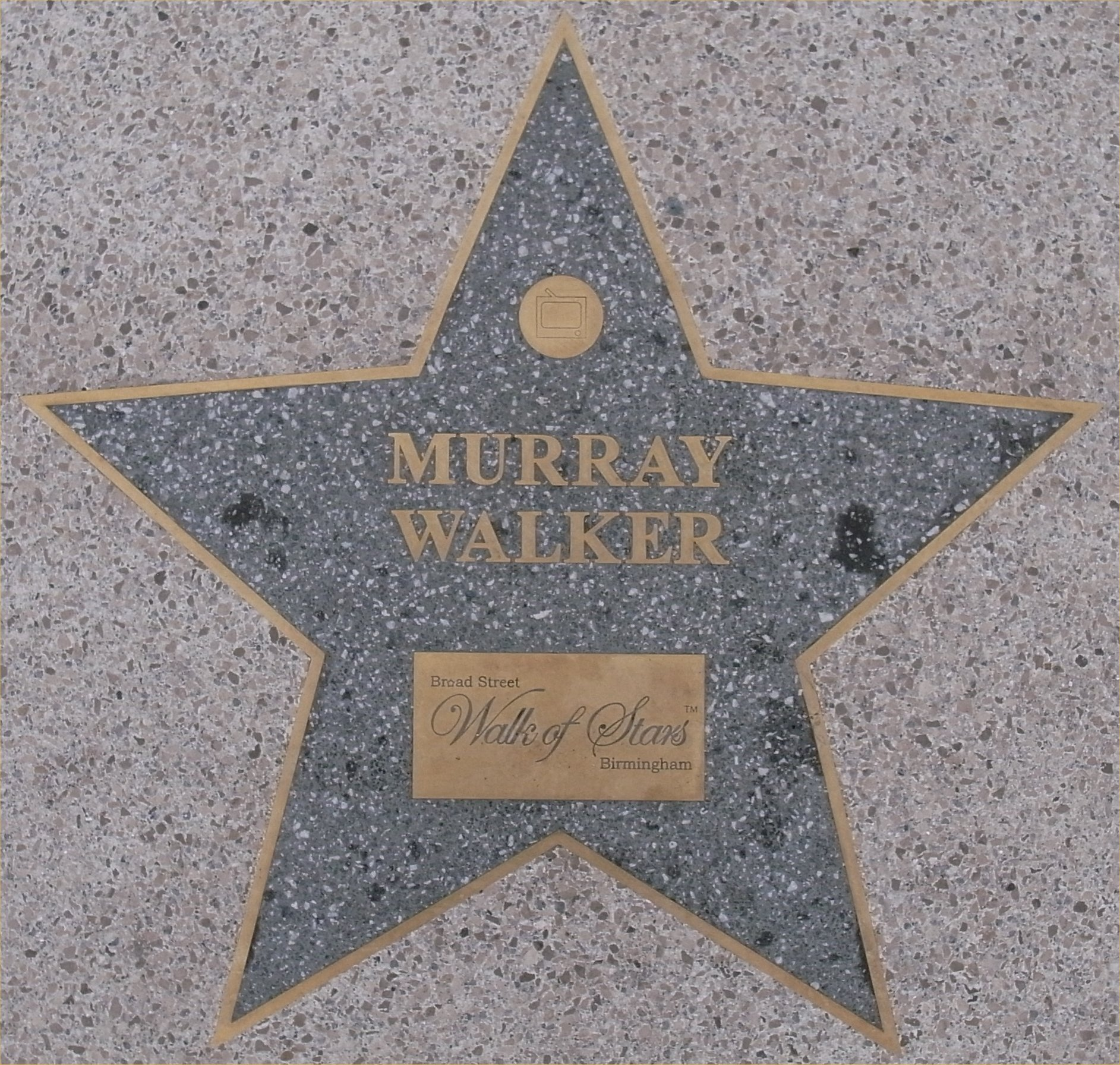
Estrella de Walker en el Paseo de las Estrellas de Birmingham.

En junio de 2007, Walker visitó la Isla de Man para celebrar el centenario de la TT Isla de Man, y trabajó en un documental en DVD sobre el evento, TT: Centenary Celebration with Murray Walker. En julio de 2007, Walker comentó sobre el Gran Premio de Europa para BBC Radio 5 Live. Esta fue una ocasión única en lugar del comentarista habitual David Croft, que estaba de baja por paternidad. Comentó sobre la sesión de clasificación, la carrera y presentó el programa 606 para responder a las preguntas de los oyentes.
Él y el escritor Philip Porter escribieron un libro llamado Murray Walker Scrapbook sobre sus recuerdos y recuerdos fotográficos relacionados con su carrera con contribuciones de miembros de la comunidad de Fórmula 1, que se publicó el 2 de mayo de 2008. El 28 de junio de ese año, Walker fue honrado en su ciudad natal y recibió una Estrella en el Paseo de las Estrellas de Birmingham.
Walker se convirtió en columnista independiente de sitios web para la cobertura recuperada de la Fórmula 1 por la BBC en 2009. Expresó el papel de su propio personaje en dos episodios del programa de televisión infantil Roary, el carrito veloz a finales de 2009. Walker hizo una nueva aparición en el programa como skater profesional el año siguiente. A principios de 2011, prestó su voz como comentarista de carreras para la producción teatral itinerante del mencionado programa titulada Champion of Champions en una parte animada del programa. Un documental de televisión llamado Life in the Fast Lane centrado en la vida y la carrera publicitaria y comentarista de Walker fue transmitido en BBC Two el 5 de junio de 2011.

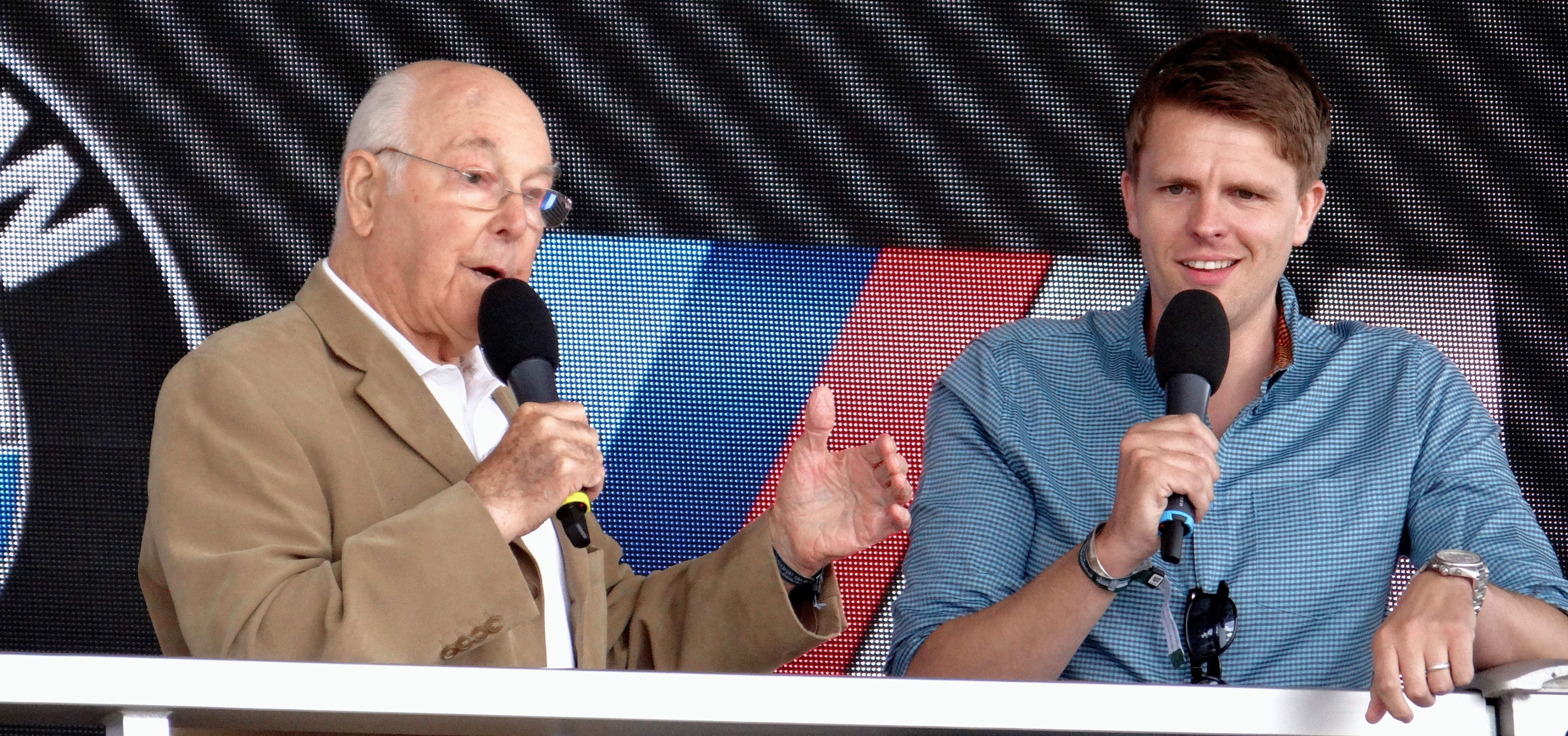
Murray Walker junto a Jake Humphrey en 2014

En mayo de 2013, mientras estaba de vacaciones, se cayó y se rompió la pelvis. Durante el tratamiento para el otoño, a Walker le diagnosticaron las primeras etapas del cáncer del sistema linfático. Su condición era leve y tratable. En junio de 2013, se informó que Walker iba a recibir quimioterapia en los próximos meses y había cancelado sus planes de asistir al Gran Premio de Gran Bretaña de 2013 en Silverstone. Walker ya no necesitaba quimioterapia en julio de 2013. Fue la estrella invitada en los discos Desert Island de BBC Radio 4 el 16 de marzo de 2014, donde seleccionó How to Survive Anything, Anywhere: A Handbook of Survival Skills for Every Scenario and Environment de Chris McNab como su elección de libro, y una hamaca y una almohada como sus artículos de lujo.
En 2015 se anunció que Walker presentaría un nuevo programa de Fórmula 1 para BBC Two con Suzi Perry. El programa llamado Formula 1 Rewind involucró a Walker mirando hacia atrás en algunos de los archivos de la BBC. En noviembre de 2015 apareció en el programa de juegos Pointless de la BBC, junto con Nigel Mansell.
En 2016, se mudó con muchos otros miembros del personal de la BBC F1 al Canal 4 para presentar una serie de entrevistas con deportistas claves. Murray también proporcionó anuncios de continuidad a la programación y las carreras de F1. Se retiró de los comentarios del Canal 4 para el Gran Premio de Gran Bretaña de 2018 debido a problemas de salud, pero apareció en funciones grabadas.

## Estilo
Walker fue famoso en el Reino Unido por su característico entusiasmo al comentar carreras de Fórmula 1. Con frecuencia, dentro de la emoción de la narración hace comentarios que analizados más tarde resultan bastante absurdos: por ejemplo, "perdónenme que me interrumpa..." Se le conoce también como un buen exponente de la "maldición del comentarista", pues con frecuencia inmediatamente después de describir lo bien que le va a un corredor y que seguramente ganará la carrera, este se retira o se ve involucrado en un accidente.
A veces cometía errores verbales humorísticos conocidos como "murrayismos" que iban desde "simples identificaciones erróneas" hasta "demostraciones acrobáticas encantadoras, laberínticas y complejas sin esfuerzo de virtuosismo lingüístico". Según Stephen Moss de The Guardian, eran "el sello distintivo de su comentario a lo largo de los años" y señaló que lo convirtieron en "el fan al que se le dieron las llaves de la caja de comentarios: no podía controlar su entusiasmo y eso parecía naturalmente conducir a la catástrofe". Moss comparó la voz de Walker a un "chirrido y se asemeja a un motor de 500 cc acelerado" porque necesitaba "una voz áspera, agresiva, ruidosa y rápida" para comentar sobre un paisaje en constante cambio.
Se preparó para cada trabajo de comentario investigando meticulosamente hechos y estadísticas sobre cada piloto y pista de carreras, actualizándolos y reescribiéndolos para el siguiente evento. George Tamayo describió a Walker como poseedor de un conocimiento "enciclopédico" de las carreras de Fórmula 1 y que tenía suficiente autoridad entre la prensa para que los miembros de la comunidad rara vez se negaran a ser entrevistados por él. Antes de la introducción de un equipo de transmisión por satélite confiable, sus superiores en la BBC lo obligaron a prepararse para las transmisiones de televisión, aventurándose a un circuito dos días antes de una carrera para prepararse para una transmisión en Londres, donde comentó los eventos del día. Walker fue votado como "el mejor comentarista deportivo de todos los tiempos" en una encuesta realizada por fanáticos de los deportes británicos a finales de 2009.

## Vida personal

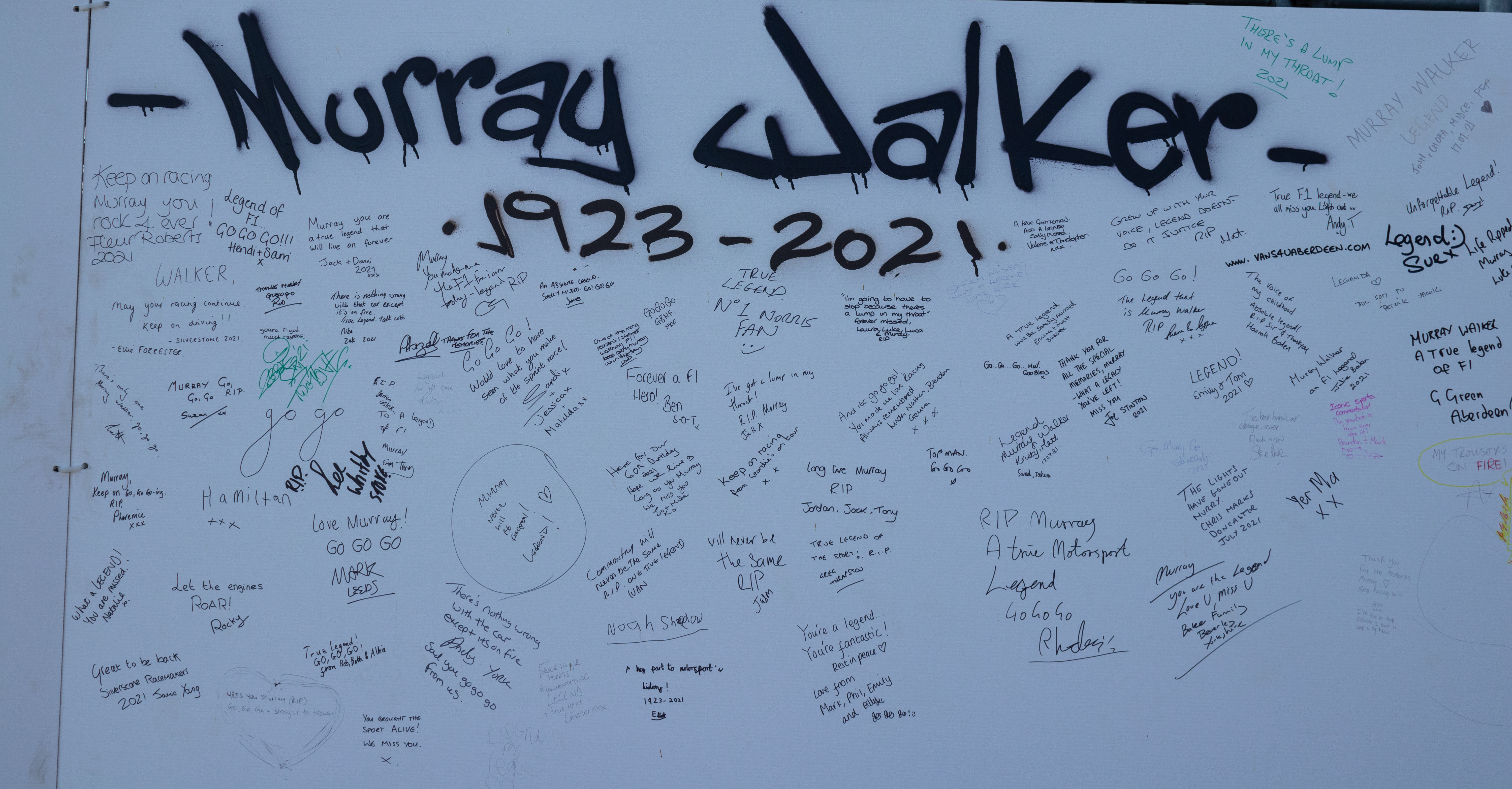
Reconocimiento a Murray Walker en el circuito de Silverstone cuatro meses después de su fallecimiento.

Se casó con su esposa Elizabeth en 1959. No tuvieron hijos. En julio de 2013 confirmó que tenía cáncer y que era tratable.
Murió el 13 de marzo de 2021.

### Autobiografía
- Unless I'm Very Much Mistaken (2002) ISBN 9780007126965

- Murray Walker's Formula One Heroes (con Simon Taylor, Virgin Books, 2011) ISBN 9780753539026